# Coupe du monde de patinage de vitesse 2018-2019
Navigation
Édition précédente Édition suivante
La coupe du monde de patinage de vitesse 2018 - 2019 est une compétition internationale qui se déroule durant la saison hivernale. La saison est rythmée par plusieurs épreuves selon les distances entre le 16 novembre 2018 à Obihiro (Japon) et le 10 mars 2019 à Salt Lake City (États-Unis). La compétition est organisée par l'Union internationale de patinage.
Les différentes épreuves sont le 500 mètres, 1 000 mètres, 1 500 mètres, la longue distance 5 000/10 000 mètres, la poursuite par équipes, le sprint par équipes et le mass start chez les hommes, chez les femmes les épreuves sont le 500 mètres, 1 000 mètres, 1 500 mètres, la longue distance 3 000/5 000/10 000 mètres, la poursuite par équipes, le sprint par équipes et le mass start.

## Calendrier

### Hommes
| Date                     | Lieu                | Épreuve               | Vainqueur                   | Second                | Troisième                   |
| ------------------------ | ------------------- | --------------------- | --------------------------- | --------------------- | --------------------------- |
| 16 au 18 novembre 2018   | Obihiro             | 500 m (1)             | Håvard Holmefjord Lorentzen | Pavel Kulizhnikov     | Tatsuya Shinhama            |
| 16 au 18 novembre 2018   | Obihiro             | 500 m (2)             | Pavel Kulizhnikov           | Ryohei Haga           | Håvard Holmefjord Lorentzen |
| 16 au 18 novembre 2018   | Obihiro             | 1000 m                | Pavel Kulizhnikov           | Kjeld Nuis            | Thomas Krol                 |
| 16 au 18 novembre 2018   | Obihiro             | 1500 m                | Denis Yuskov                | Kjeld Nuis            | Patrick Roest               |
| 16 au 18 novembre 2018   | Obihiro             | 5000 m                | Patrick Roest               | Alexander Rumyantsev  | Marcel Bosker               |
| 16 au 18 novembre 2018   | Obihiro             | mass start            | Andrea Giovannini           | Simon Schouten        | Um Cheon-ho                 |
| 16 au 18 novembre 2018   | Obihiro             | poursuite par équipes | Russie                      | Pays-Bas              | Norvège                     |
| 16 au 18 novembre 2018   | Obihiro             | sprint par équipes    | Pays-Bas                    | Norvège               | Canada                      |
| 23 au 25 novembre 2018   | Tomakomai           | 500 m (1)             | Tatsuya Shinhama            | Yuma Murakami         | Jan Smeekens                |
| 23 au 25 novembre 2018   | Tomakomai           | 500 m (2)             | Tatsuya Shinhama            | Viktor Mushtakov      | Yuma Murakami               |
| 23 au 25 novembre 2018   | Tomakomai           | 1000 m                | Kjeld Nuis                  | Kai Verbij            | Thomas Krol                 |
| 23 au 25 novembre 2018   | Tomakomai           | 1500 m                | Kjeld Nuis                  | Patrick Roest         | Thomas Krol                 |
| 23 au 25 novembre 2018   | Tomakomai           | 5000 m                | Bart Swings                 | Sverre Lunde Pedersen | Patrick Roest               |
| 23 au 25 novembre 2018   | Tomakomai           | mass start            | Vitaly Mikhailov            | Um Cheon-ho           | Bart Swings                 |
| 23 au 25 novembre 2018   | Tomakomai           | poursuite par équipes | Pays-Bas                    | Norvège               | Japon                       |
| 23 au 25 novembre 2018   | Tomakomai           | sprint par équipes    | Russie                      | Pays-Bas              | Canada                      |
| 7 au 9 décembre 2018     | Tomaszów Mazowiecki | 500 m                 | Pavel Kulizhnikov           | Ryohei Haga           | Håvard Holmefjord Lorentzen |
| 7 au 9 décembre 2018     | Tomaszów Mazowiecki | 500 m (2)             | Pavel Kulizhnikov           | Tatsuya Shinhama      | Yuma Murakami               |
| 7 au 9 décembre 2018     | Tomaszów Mazowiecki | 1000 m                | Pavel Kulizhnikov           | Kai Verbij            | Håvard Holmefjord Lorentzen |
| 7 au 9 décembre 2018     | Tomaszów Mazowiecki | 1500 m                | Denis Yuskov                | Seitaro Ichinohe      | Kim Min-seok                |
| 7 au 9 décembre 2018     | Tomaszów Mazowiecki | 10000 m               | Marcel Bosker               | Alexander Rumyantsev  | Danila Semerikov            |
| 7 au 9 décembre 2018     | Tomaszów Mazowiecki | poursuite par équipes | Japon                       | Norvège               | Russie                      |
| 7 au 9 décembre 2018     | Tomaszów Mazowiecki | sprint par équipes    | Norvège                     | Pays-Bas              | Russie                      |
| 14 au 16 décembre 2018   | Heerenveen          | 500 m                 | Pavel Kulizhnikov           | Tsubasa Hasegawa      | Yuma Murakami               |
| 14 au 16 décembre 2018   | Heerenveen          | 1000 m                | Kjeld Nuis                  | Pavel Kulizhnikov     | Denis Yuskov                |
| 14 au 16 décembre 2018   | Heerenveen          | 1500 m                | Thomas Krol                 | Joey Mantia           | Patrick Roest               |
| 14 au 16 décembre 2018   | Heerenveen          | 5000 m                | Danila Semerikov            | Patrick Roest         | Sven Kramer                 |
| 14 au 16 décembre 2018   | Heerenveen          | mass start            | Um Cheon-ho                 | Chung Jae-won         | Bart Swings                 |
| 1 au 3 février 2019      | Hamar               |                       |                             |                       |                             |
| 1 au 3 février 2019      | Hamar               |                       |                             |                       |                             |
| 1 au 3 février 2019      | Hamar               |                       |                             |                       |                             |
| 1 au 3 février 2019      | Hamar               |                       |                             |                       |                             |
| 1 au 3 février 2019      | Hamar               |                       |                             |                       |                             |
| 1 au 3 février 2019      | Hamar               |                       |                             |                       |                             |
| Finale 9 au 10 mars 2019 | Salt Lake City      |                       |                             |                       |                             |
| Finale 9 au 10 mars 2019 | Salt Lake City      |                       |                             |                       |                             |
| Finale 9 au 10 mars 2019 | Salt Lake City      |                       |                             |                       |                             |
| Finale 9 au 10 mars 2019 | Salt Lake City      |                       |                             |                       |                             |
| Finale 9 au 10 mars 2019 | Salt Lake City      |                       |                             |                       |                             |
| Finale 9 au 10 mars 2019 | Salt Lake City      |                       |                             |                       |                             |
| Finale 9 au 10 mars 2019 | Salt Lake City      |                       |                             |                       |                             |
| Finale 9 au 10 mars 2019 | Salt Lake City      |                       |                             |                       |                             |

### Femmes
| Date                     | Lieu                | Épreuve               | Vainqueur          | Second                 | Troisième              |
| ------------------------ | ------------------- | --------------------- | ------------------ | ---------------------- | ---------------------- |
| 16 au 18 novembre 2018   | Obihiro             | 500 m (1)             | Nao Kodaira        | Vanessa Herzog         | Maki Tsuji             |
| 16 au 18 novembre 2018   | Obihiro             | 500 m (2)             | Nao Kodaira        | Vanessa Herzog         | Olga Fatkulina         |
| 16 au 18 novembre 2018   | Obihiro             | 1000 m                | Vanessa Herzog     | Miho Takagi            | Nao Kodaira            |
| 16 au 18 novembre 2018   | Obihiro             | 1500 m                | Brittany Bowe      | Miho Takagi            | Yekaterina Shikhova    |
| 16 au 18 novembre 2018   | Obihiro             | 3000 m                | Esmee Visser       | Natalia Voronina       | Martina Sáblíková      |
| 16 au 18 novembre 2018   | Obihiro             | mass start            | Miho Takagi        | Irene Schouten         | Kim Bo-reum            |
| 16 au 18 novembre 2018   | Obihiro             | poursuite par équipes | Japon              | Pays-Bas               | Russie                 |
| 16 au 18 novembre 2018   | Obihiro             | sprint par équipes    | Russie             | Japon                  | Pays-Bas               |
| 23 au 25 novembre 2018   | Tomakomai           | 500 m (1)             | Nao Kodaira        | Vanessa Herzog         | Daria Kachanova        |
| 23 au 25 novembre 2018   | Tomakomai           | 500 m (2)             | Nao Kodaira        | Vanessa Herzog         | Brittany Bowe          |
| 23 au 25 novembre 2018   | Tomakomai           | 1000 m                | Nao Kodaira        | Brittany Bowe          | Vanessa Herzog         |
| 23 au 25 novembre 2018   | Tomakomai           | 1500 m                | Ireen Wüst         | Miho Takagi            | Brittany Bowe          |
| 23 au 25 novembre 2018   | Tomakomai           | 3000 m                | Isabelle Weidemann | Martina Sáblíková      | Francesca Lollobrigida |
| 23 au 25 novembre 2018   | Tomakomai           | mass start            | Kim Bo-reum        | Francesca Lollobrigida | Ivanie Blondin         |
| 23 au 25 novembre 2018   | Tomakomai           | poursuite par équipes | Japon              | Canada                 | Russie                 |
| 23 au 25 novembre 2018   | Tomakomai           | sprint par équipes    | Pays-Bas           | Italie                 | Canada                 |
| 7 au 9 décembre 2018     | Tomaszów Mazowiecki | 500 m (1)             | Vanessa Herzog     | Olga Fatkulina         | Daria Kachanova        |
| 7 au 9 décembre 2018     | Tomaszów Mazowiecki | 500 m (2)             | Vanessa Herzog     | Olga Fatkulina         | Brittany Bowe          |
| 7 au 9 décembre 2018     | Tomaszów Mazowiecki | 1000 m                | Brittany Bowe      | Miho Takagi            | Daria Kachanova        |
| 7 au 9 décembre 2018     | Tomaszów Mazowiecki | 1500 m                | Miho Takagi        | Ireen Wüst             | Brittany Bowe          |
| 7 au 9 décembre 2018     | Tomaszów Mazowiecki | 5000 m                | Esmee Visser       | Isabelle Weidemann     | Natalia Voronina       |
| 7 au 9 décembre 2018     | Tomaszów Mazowiecki | poursuite par équipes | Japon              | Russie                 | Canada                 |
| 7 au 9 décembre 2018     | Tomaszów Mazowiecki | sprint par équipes    | Japon              | Russie                 | Pays-Bas               |
| 14 au 16 décembre 2018   | Heerenveen          | 500 m                 | Nao Kodaira        | Vanessa Herzog         | Brittany Bowe          |
| 14 au 16 décembre 2018   | Heerenveen          | 1000 m                | Brittany Bowe      | Miho Takagi            | Yekaterina Shikhova    |
| 14 au 16 décembre 2018   | Heerenveen          | 1500 m                | Ireen Wüst         | Brittany Bowe          | Yekaterina Shikhova    |
| 14 au 16 décembre 2018   | Heerenveen          | 3000 m                | Antoinette de Jong | Isabelle Weidemann     | Martina Sáblíková      |
| 14 au 16 décembre 2018   | Heerenveen          | mass start            | Miho Takagi        | Irene Schouten         | Ayano Sato             |
| 1 au 3 février 2019      | Hamar               |                       |                    |                        |                        |
| 1 au 3 février 2019      | Hamar               |                       |                    |                        |                        |
| 1 au 3 février 2019      | Hamar               |                       |                    |                        |                        |
| 1 au 3 février 2019      | Hamar               |                       |                    |                        |                        |
| 1 au 3 février 2019      | Hamar               |                       |                    |                        |                        |
| 1 au 3 février 2019      | Hamar               |                       |                    |                        |                        |
| Finale 9 au 10 mars 2019 | Salt Lake City      |                       |                    |                        |                        |
| Finale 9 au 10 mars 2019 | Salt Lake City      |                       |                    |                        |                        |
| Finale 9 au 10 mars 2019 | Salt Lake City      |                       |                    |                        |                        |
| Finale 9 au 10 mars 2019 | Salt Lake City      |                       |                    |                        |                        |
| Finale 9 au 10 mars 2019 | Salt Lake City      |                       |                    |                        |                        |
| Finale 9 au 10 mars 2019 | Salt Lake City      |                       |                    |                        |                        |
| Finale 9 au 10 mars 2019 | Salt Lake City      |                       |                    |                        |                        |
| Finale 9 au 10 mars 2019 | Salt Lake City      |                       |                    |                        |                        |